# Ginástica de trampolim nos Jogos Pan-Americanos de 2019 - Masculino
A competição do trampolim masculino foi um dos eventos da ginástica de trampolim nos Jogos Pan-Americanos de 2019. Foi disputada no Polideportivo Villa El Salvador nos dias 4 e 5 de agosto. 

## Calendário
Horário local (UTC-5).
| Data        | Horário | Fase         |
| ----------- | ------- | ------------ |
| 4 de agosto | 11:09   | Qualificação |
| 5 de agosto | 17:00   | Final        |

## Medalhistas
| Ouro   | CAN Jérémy Chartier    |
| Prata  | USA Jeffrey Gluckstein |
| Bronze | USA Ruben Padilla      |

## Resultados

### Qualificação
| Pos. | Ginasta                 | Rotina 1    | Rotina 2    | Penalidade | Total   | Notas |
| ---- | ----------------------- | ----------- | ----------- | ---------- | ------- | ----- |
| 1    | USA Jeffrey Gluckstein  | 49.315 (2)  | 56.605 (1)  |            | 105.920 | Q     |
| 2    | USA Ruben Padilla       | 49.310 (3)  | 56.365 (3)  |            | 105.675 | Q     |
| 3    | COL Angel Hernandez     | 48.500 (6)  | 55.235 (5)  |            | 103.735 | Q     |
| 4    | BRA Rayan Dutra         | 49.285 (4)  | 54.155 (6)  |            | 103.440 | Q     |
| 5    | ARG Lucas Adorno        | 48.840 (5)  | 53.605 (7)  |            | 102.445 | Q     |
| 6    | CAN Jérémy Chartier     | 42.815 (11) | 55.285 (4)  |            | 98.100  | Q     |
| 7    | MEX Luis Loria          | 49.825 (1)  | 44.470 (9)  |            | 94.195  | Q     |
| 8    | DOM Junior Mateo        | 44.680 (9)  | 47.135 (8)  |            | 91.815  | Q     |
| 9    | MEX Victor Rodriguez    | 47.405 (7)  | 40.120 (10) |            | 87.525  | R     |
| 10   | CAN Jason Burnett       | 27.295 (12) | 56.475 (2)  |            | 83.770  | R     |
| 11   | PER Miguel Valencia     | 43.475 (10) | 25.155 (11) |            | 68.910  |       |
| 12   | CUB Alexander Rodríguez | 45.965 (8)  | 16.330 (12) |            | 62.295  |       |

### Final
| Pos.              | Ginasta                | Dificuldade | Execução | Voo   | Tempo  | Penalidade | Total  |
| ----------------- | ---------------------- | ----------- | -------- | ----- | ------ | ---------- | ------ |
| Medalha de ouro   | CAN Jérémy Chartier    | 15.600      | 15.800   | 9.700 | 16.340 |            | 57.440 |
| Medalha de prata  | USA Jeffrey Gluckstein | 15.800      | 16.000   | 9.400 | 16.090 |            | 57.290 |
| Medalha de bronze | USA Ruben Padilla      | 16.200      | 15.500   | 9.800 | 15.660 |            | 57.160 |
| 4                 | COL Angel Hernandez    | 16.200      | 15.300   | 9.600 | 16.025 |            | 57.125 |
| 5                 | BRA Rayan Dutra        | 15.200      | 15.300   | 8.800 | 15.915 |            | 55.215 |
| 6                 | MEX Luis Loria         | 16.000      | 13.000   | 9.100 | 14.970 |            | 53.070 |
| 7                 | DOM Junior Mateo       | 13.400      | 12.100   | 9.100 | 15.020 | 0.400      | 49.220 |
| 8                 | ARG Lucas Adorno       | 2.000       | 1.600    | 1.000 | 1.875  |            | 6.385  |